# Cocohana
Cocohana (ココハナ) est un magazine de prépublication de manga de type josei publié par Shūeisha. Originellement publié depuis le 28 mai 1994 sous le titre Chorus, le magazine change de nom pour Cocohana à partir du numéro de janvier 2012.